# Інфорсмент
Інфорсмент (англ. enforcement) - це 
1. Забезпечення виконання контрактів;
2. Захист контрактів;
3. Примус до виконання контракту;

Сама суть дієслова «force» з англійської мови означає «примушувати», тобто дія, що носить примусовий характер виконання чого-небудь іншою особою, під тиском першої особи.
В даному випадку, інфорсмент означає примус першою особою, що підписала контракт, дія в бік другої особи, що підписала контракт, виконання частини контракту, який був обговорений перш ніж був підписаний сам контракт.
Щоб убезпечити себе, багато компаній укладають договір згідно із законодавством тієї країни, в якій вона функціонує і в якій вона зареєстрована як платник податку (тобто законно зареєстрована в державному органі, як резидент тієї країни, в якій вони функціонують і надають свої послуги), у разі якщо інша сторона відмовиться виконувати свої обов'язки, то перша сторона зможе виграти справу в суді або змусити другу сторону виконати свої зобов'язання щодо поставки товару або оплати за поставлений товар першої стороною.
Крім всередині однієї країни, інфорсмент також широко застосовується на міжнародному ринку, бо іноземний інвестор несе величезний ризик за несвоєчасне виконання контракту іншою стороною.
Також в міжнародному суді передбачені заходи покарання за порушення умов договору / контракту, який був складений грамотно, з точки зору юриспруденції (міжнародної угоди), на паперовому носії і носить в собі відбиток печатки двох компаній (якщо договір укладено між юридичними особами) і підписами перших керівників (або особи, якій видана довіреність і діє від імені компанії) кожної компанії, яка бере участь в укладенні договору / контракту. 